# 광호흡
광호흡(光呼吸, 영어: photorespiration)은 광합성(특히, 캘빈회로)에서 중요한 효소인 루비스코(Rubisco)의 산화제로서의 대사과정이다. 루비스코는 이산화탄소 뿐만 아니라 산소와도 결합하여, 환원제와 산화제의 역할을 동시에 수행한다.
광호흡은 C3 식물에서 흔히 볼 수 있으며 (CAM과 C4 식물은 이산화탄소를 농축하는 C4회로를 가지고 있어 광호흡을 방지한다.), 강한 빛 조건에서 이산화탄소 농도가 낮고 상대적으로 산소농도가 높을 때 잘 일어난다. 예를 들자면 식물이 건조한 낮에 수분손실을 막기 위해 기공을 닫게 되면 잎 내부의 산소농도가 높아져 빛에 의한 산소소모(광호흡)가 일어난다.

광호흡 :C3식물에서의 Rubisco 효소활성에 의한 이화반응

RuBP + O2 → 인산글리콜산 + 3-인산글리세르산
위 반응은 퍼옥시솜, 미토콘드리아, 엽록체가 관여하며, 루비스코 효소는 RuBP와 산소와 반응을 촉매하여 인산글리콜산과 3인산글리세르산을 만들어낸다. 인산글리콜산은 퍼옥시솜과 미토콘드리아에서의 반응에 의해 축적된다. 인산글리콜산은 세린, 글리세르산으로 변환과정을 거쳐 엽록체의 캘빈회로로 들어가 1ATP가 소모되면서 3인산글리세르산으로 전환된다.
광호흡은 캘빈회로에 비해 PGAL생성량이 적고 에너지소모가 많다. (PGAL은 캘빈회로의 최종산물로서 식물의 거의 모든 저장산물(전분)과 구조형성물질(셀룰로스)에 사용된다.)
광호흡은 진화적인 유물로 여겨진다. 유력한 가설에 따르면 최초의 식물이 출현할 당시 대기의 상태는 산소가 희박했기 때문에 루비스코의 기능은 이산화탄소 고정으로 한정되어 있었지만, 점차 대기 중의 산소농도가 높아지면서 루비스코의 예기치 않은 기능인 광호흡(O2에 의한 탄소소모)이 나타나게 되었을 것으로 예상된다. 이러한 루비스코에 의한 광호흡을 막기 위하여 새로운 대사과정을 추가하고 식물체 내부구조를 변형시켜 C3식물에서 C4식물, CAM식물이 진화과정에서 등장한 것으로 보고 있다.

## 같이 보기
- 변곡점